# Präsidentschaftswahl in Kasachstan 1999
Die Präsidentschaftswahl in Kasachstan fand am 10. Januar 1999 statt. Es war die zweite Wahl des kasachischen Präsidenten seit der Unabhängigkeit des Landes. Aus der Wahl ging Amtsinhaber Nursultan Nasarbajew als Sieger hervor.

## Hintergrund
Die Präsidentschaftswahl 1999 war die zweite Wahl des kasachischen Präsidenten seit der Unabhängigkeit des Landes, da Nasarbajew seine Amtszeit als Präsident in einem Referendum im April 1995 bis zum Jahr 2000 verlängern ließ. Mit einer Verfassungsänderung wurde seine Position im Staat außerdem gestärkt. Es war außerdem die erste Präsidentschaftswahl in Kasachstan, bei der mehrere Kandidaten zur Auswahl standen, da bei der letzten Wahl 1991 nur die Möglichkeit bestand, für oder gegen Nasarbajew zustimmen. Am 30. September 1998 hielt Nasarbajew eine Rede an die Nation über Wirtschaft und Demokratisierung, in der er forderte, dass das Land Demokratie und Menschenrechte fördern und unterstützen müsse. Nur eine Woche später am 7. Oktober verabschiedeten beide Kammern des Parlaments eine Reihe von Verfassungsänderungen und am folgenden Tag setzten sie eine vorzeitige Präsidentschaftswahl für den 10. Januar 1999 an.
Die Änderungen der kasachischen Verfassung, bei der insgesamt 19 Änderungen vorgenommen wurden, hatten auch Einfluss auf die Präsidentschaftswahl. Die Änderungen beinhalteten unter anderem eine Verlängerung der Amtszeit von fünf auf sieben Jahre, eine Abschaffung der Altersgrenze von 65 Jahren und die Abschaffung der Mindestwahlbeteiligung von 50 Prozent für eine gültige Wahl. Außerdem wurde die Möglichkeit geschaffen, eine vorzeitige Präsidentschaftswahl auszurufen, wenn der Präsident und eine Mehrheit der beiden Parlamentskammern dem zustimmen. Änderungen wurden außerdem am Wahlgesetz vorgenommen. Diese kontroversen Änderungen waren dafür gedacht, um eine Kandidatur korrupter Personen zu verhindern. So wurden Personen, die im Zeitraum eines Jahres vor dem Termin der Wahl von einem Gericht rechtskräftig wegen Korruption verurteilt wurden oder eine administrative Sanktion durch ein Gericht auferlegt bekommen haben von der Registrierung ausgeschlossen. Dies betraf auch Personen, gegen die ein laufendes Gerichtsverfahren zum Zeitpunkt der Registrierung noch nicht abgeschlossen war.

## Kandidaten
Ursprünglich begannen acht Kandidaten den Registrierungsprozess für die Wahl, von denen zwei Kandidaten ihre Kandidatur freiwillig wieder zurückzogen. Durch Veränderungen des Wahlgesetzes im Mai 1998 wurde allen Personen, die im Zeitraum eines Jahres vor einer Wahl in einem Gerichtsprozess wegen einer vorsätzlichen Straftat verurteilt wurden, die Teilnahme an einer kasachischen Wahl verbietet. Dadurch wurden zwei potenzielle Kandidaten von der Teilnahme abgehalten: Darunter war der ehemalige Premierminister Akeschan Kaschegeldin, der wegen der Teilnahme an einem Treffen einer unregistrierten Nichtregierungsorganisation verurteilt worden war.
Letztendlich ließ die kasachische Wahlkommission vier Kandidaten für die Wahl zu. Diese waren der bisherige Amtsinhaber Nursultan Nasarbajew, Serikbolsyn Äbdildin (Kommunistische Partei Kasachstans), Ghani Qassymow (unabhängig) und Engels Gabbasow (Volksunion Kasachstans).

## Ergebnis
Ergebnis:
| Kandidat                        | Partei                            | Stimmen   | Anteil   |
| ------------------------------- | --------------------------------- | --------- | -------- |
| Nursultan Nasarbajew            | unabhängig                        | 5.846.817 | 80,97 %  |
| Serikbolsyn Äbdildin            | Kommunistische Partei Kasachstans | 857.386   | 11,87 %  |
| Ghani Qassymow                  | unabhängig                        | 337.794   | 4,68 %   |
| Engels Gabbasow                 | Volksunion Kasachstans            | 55.708    | 0,77 %   |
| Keinen Kandidaten               | Keinen Kandidaten                 | 123.703   | 1,71 %   |
| Ungültig                        | Ungültig                          | 107.562   |          |
| Gesamt (Wahlbeteiligung 85,8 %) | Gesamt (Wahlbeteiligung 85,8 %)   | 7.328.970 | 100,00 % |